# シャサーニュ・モンラッシェ
シャサーニュ＝モンラッシェ(Chassagne-Montrachet)は、フランスブルゴーニュ＝フランシュ＝コンテ地域圏コート＝ドール県のコミューン。コート・ド・ボーヌ地区に含まれる。

## 語源
Chassagne-Montrachetの語源はガリア語のcassanosで、カシを意味する。

## ワイン
村独自のAOC、シャサーニュ・モンラッシェを持っている。

## 人口統計
| 1962年 | 1968年 | 1975年 | 1982年 | 1990年 | 1999年 | 2006年 | 2009年 |
| ------ | ------ | ------ | ------ | ------ | ------ | ------ | ------ |
| 434    | 504    | 446    | 454    | 431    | 472    | 396    | 372    |

参照元:Insee,,